# Mezzani
Mezzani – miejscowość i gmina we Włoszech, w regionie Emilia-Romania, w prowincji Parma.
Według danych na rok 2004 gminę zamieszkiwało 2897 osób, 103,5 os./km².

## Geografia
Mezzani leży na północno-wschodnim krańcu prowincji Parma, w środku doliny Padu i graniczy z trzema prowincjami: Reggio Emilia, Mantua i Cremona. 

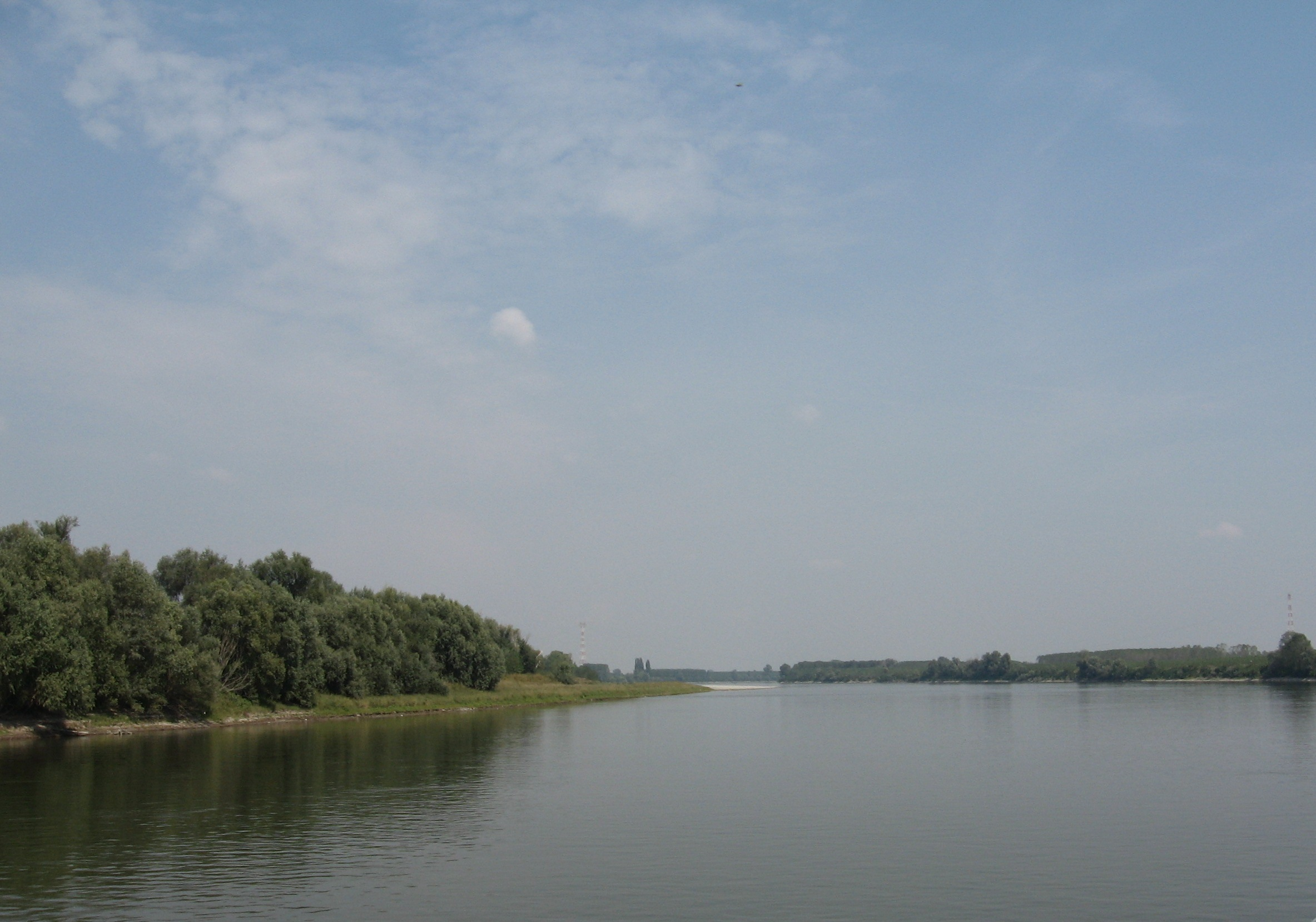
Pad pobliżu Mezzani

Przez położony na prawym brzegu rzeki Pad obszar gminy przechodzą też inne cieki wodne: rzeka Parma na zachodzie, która przepływa w pobliżu Po Mezzano Superiore, rzeka Enza, które znajduje się kilka kilometrów od wschodniej granicy z prowincją Reggio Emilia, Parmetta na południe kanałem Mezzano Inferiore i Parma morta – opuszczone koryto rzeki Parma, która do pierwszych lat XIX wieku wpłynała do Enzy.
Mezzani znajduje się w najniższym obszarze doliny Padu o nazwie Bassa.

## Historia
Toponim Mezzani pochodzi od łacińskiego słowa "medianus" oznaczającego "w środku". W przeszłości była to nazwa wysp na rzece Pad. Większość tego obszaru należała w średniowieczu do tych wysp i była z nich ciągle kształtowana wodami rzeki.